# Werkzeugwand

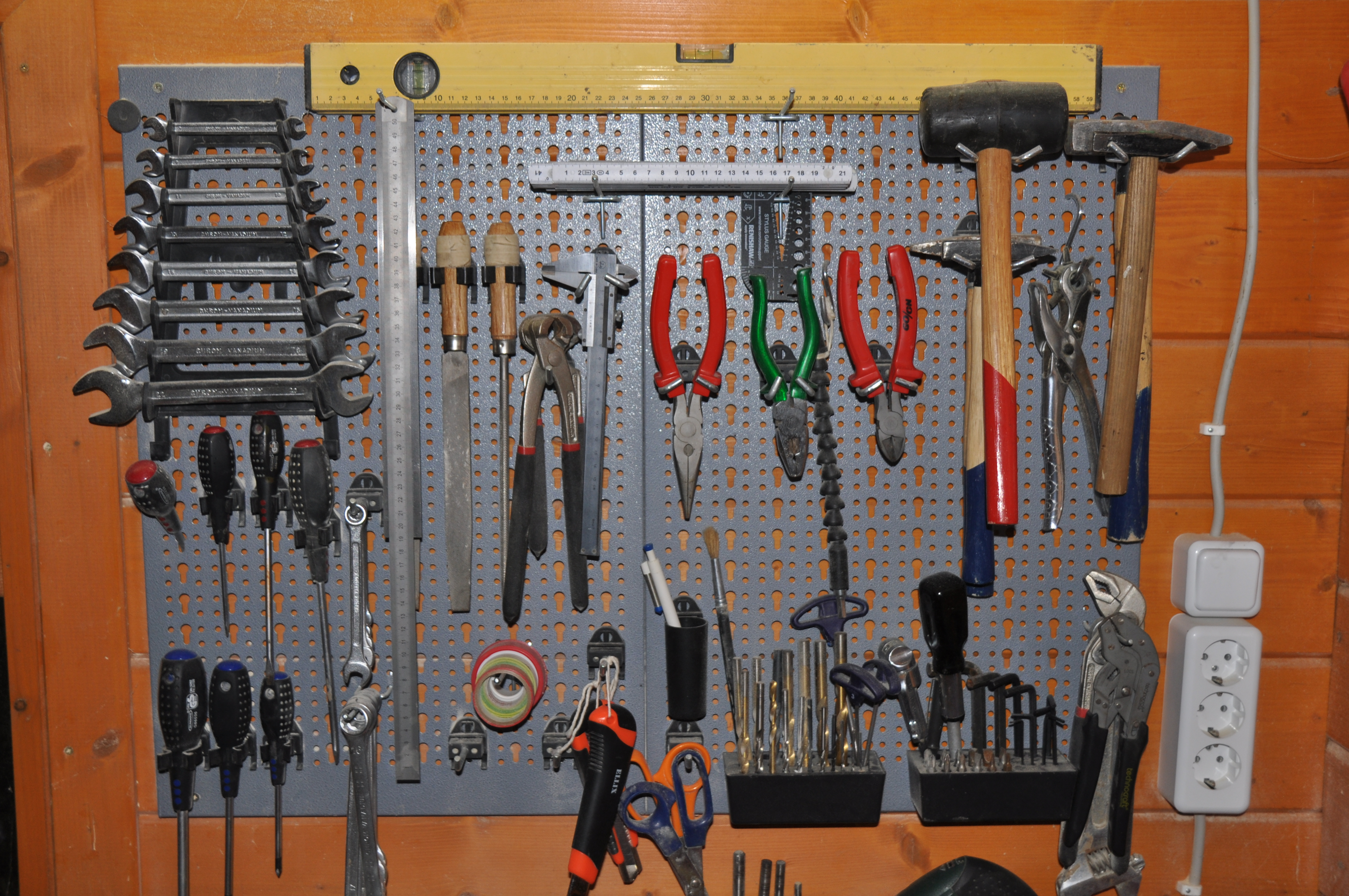
Werkzeugwand aus Lochblech

Selbst gebaute Werkzeugwand

Eine Werkzeugwand (auch Werkstattwand) ist eine größere Holz- oder Lochblechplatte, welche in einer Werkstatt auf Griffhöhe an einer Wand befestigt wird, zum Zwecke der übersichtlichen Befestigung von Werkzeugen.
Im Gegensatz zur Unterbringung des Werkzeugs in einem Werkzeugkasten oder Werkstattwagen bietet die Werkzeugwand den großen Vorteil, dass das Werkzeug auf einen Blick zu finden ist und man nicht lange, etwa nach einem bestimmten Schraubenschlüssel, suchen muss.
Der Nachteil einer Werkzeugwand ist, dass sie eine große Fläche an einer Wand einnimmt und dass das Werkzeug mehr oder weniger ungeschützt vor Staub, Funkenflug beim Schweißen u. Ä. ist.
Eine Werkzeugwand kann man sich heutzutage in fast jedem Baumarkt in einbaufertigem Zustand kaufen. Diese Wände bestehen meist aus Lochblech und sind mit diversen Haken ausgestattet, die der Besitzer nach eigenem Gusto verteilen kann, um sein Werkzeug zu befestigen.
Diese Fertigwände haben allerdings den Nachteil, dass eine größere Wand mit genug Haken leicht über 100 Euro kosten kann; daher greifen viele Heimwerker zur wesentlich billigeren Variante des Eigenbaus. Hierzu benötigt man eigentlich nur eine passende Platte, etwa eine ausgediente Küchen-Arbeitsplatte, welche an der Wand befestigt und mittels Schrauben, Haken u. Ä. zur Werkzeugwand umgebaut wird.
Beschriftungen oder selbstgezeichnete Umrisse der Werkzeuge an der Wand ergänzen diese und machen es nach getaner Arbeit wesentlich leichter, das Werkzeug wieder an seinem angestammten Platz zu verstauen.